# Vau i Dejës
Vau i Dejës là một đô thị trong quận Shkodër thuộc hạt Shkodër, Albania. Dân số năm 2005 là 9437 người.